# Yasuo Mizui
Yasuo Mizui (Japans: 水井康雄,Mizui Yasuo) (Kioto, 30 mei 1925 – Apt, 3 september 2008) was een Japanse beeldhouwer, die in Frankrijk woonde en werkte.

## Leven en werk
Mizui studeerde na de Tweede Wereldoorlog techniek en kunst aan de universiteit van Kobe. In 1953 ging hij met een beurs naar Parijs, waar hij beeldhouwkunst studeerde bij Alfred Jannot aan de École nationale supérieure des beaux-arts.Een van zijn medestudenten was César Baldaccini. Van 1954 tot 1958 assisteerde hij de Catalaanse beeldhouwer Apel·les Fenosa in diens atelier in de Rue Saint Jacques. Fenosa was bevriend met Pablo Picasso en Jean Cocteau.
In 1955 kreeg Mizui zijn eerste tentoonstelling in Parijs bij Galerie Volnay.
Mizui, die monumentaal wilde werken, nam in de zestiger en zeventiger jaren als steenbeeldhouwer veelvuldig deel aan symposia in Israël, Tsjechië, Duitsland, Japan en de Verenigde Staten. Met Karl Prantl, Herbert Baumann, Morice Lipsi en Hiromi Akiyama was hij in 1964 medeoprichter van het Symposium Vŷsné Ružbachy (Okres Stará Ľubovňa - Slowakije). In 1985 ontving hij uit handen van toenmalig minister Jack Lang de hoge Franse onderscheiding Commandeur de l'Ordre des Arts et des Lettres. In 1985 ontmoette hij de mecenas Seita Ohnishi en hoorde van diens plan een monument op te richten voor de door hem bewonderde James Dean. Samen bezochten zij de plek waar Dean in 1955 om het leven kwam, de Californische plaats Cholame. Vanaf 1985 werkte Mizui, vaak met hulp van studenten van de Savannah College of Art and Design, aan dit project in Lacoste (Vaucluse), waar hij een atelier inrichtte. In 1997 ging hij hier definitief wonen. Uiteindelijk is het werk geplaatst in de tuin van de kunstenaar.

## Werken (selectie)
- Sagesse, École polytechnique in Palaiseau
- De witte vlam, Openluchtmuseum voor beeldhouwkunst Middelheim in Antwerpen
- Himmelschlüssel, Bildhauersymposion Berlin 1961-1963 in Berlijn (1961/62)
- Grand mur (93 meter), Olympisch stadion (Olympische Zomerspelen 1964) in Tokio
- fontein, Universiteit van Kobe
- Mur de Grenoble (2 × 40 meter), Olympisch dorp (Olympische Winterspelen 1968) in Grenoble
- Zonder titel, Skulpturenfeld Oggelshausen in Oggelshausen (1969/70)
- Mur qui s'ouvre, Lycée Technique de Rambouillet in Rambouillet
- Monument voor James Dean: Le Mur d'Espoir (1985-2005) in de tuin van de kunstenaar in Lacoste

## Fotogalerij

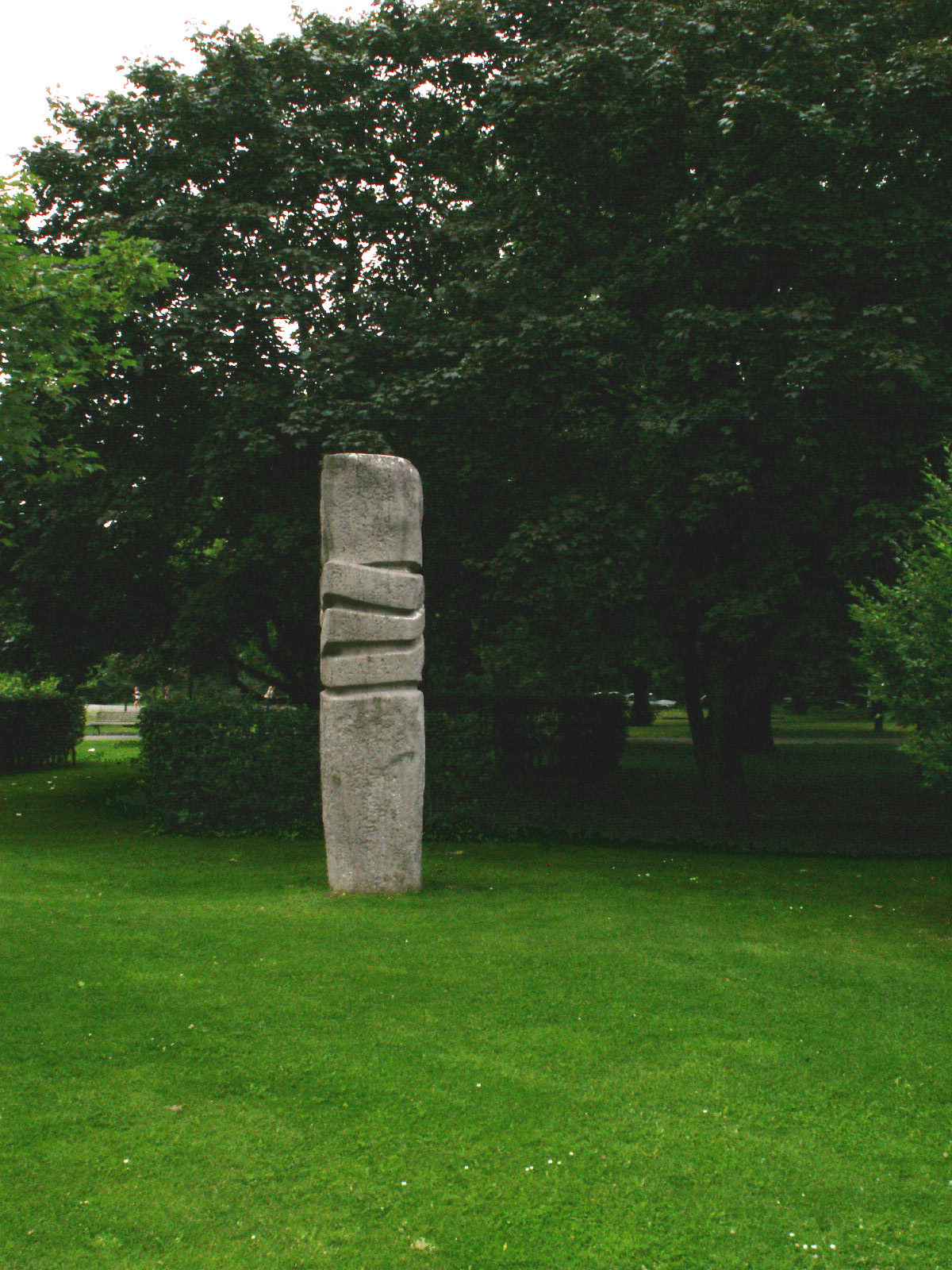
Zonder titel (1961/62) in Berlijn
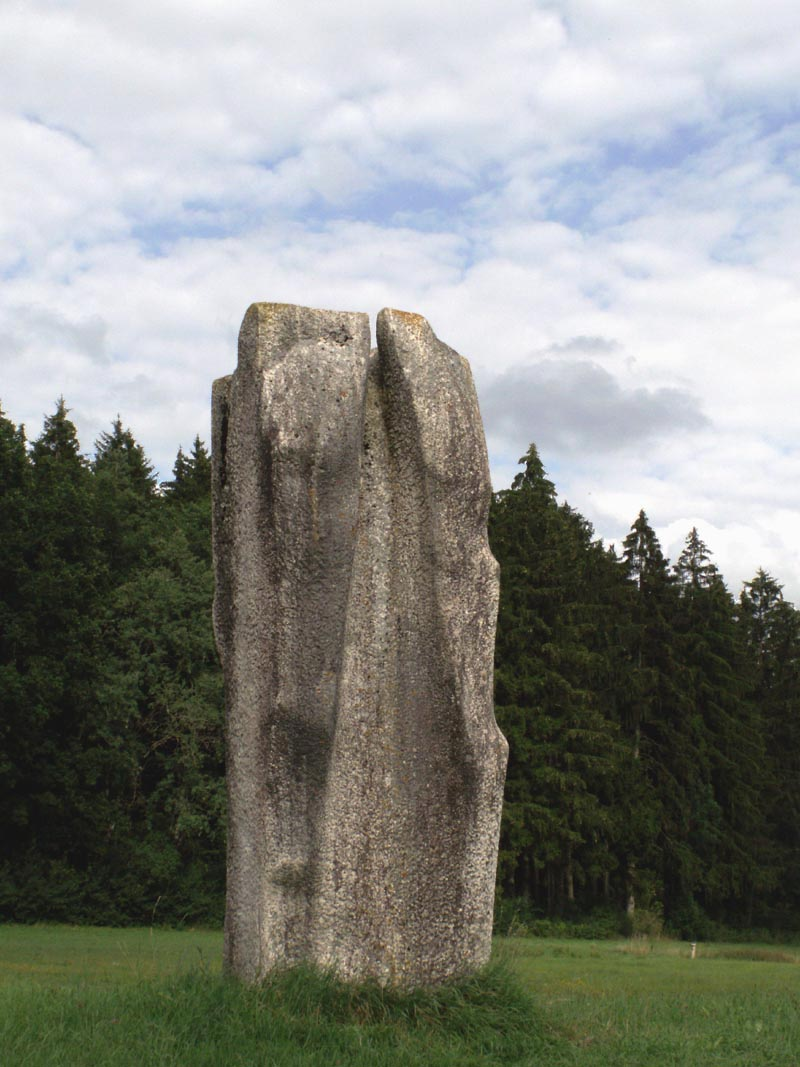
Sculptuur Skulpturenfeld Oggelshausen (1969/70)
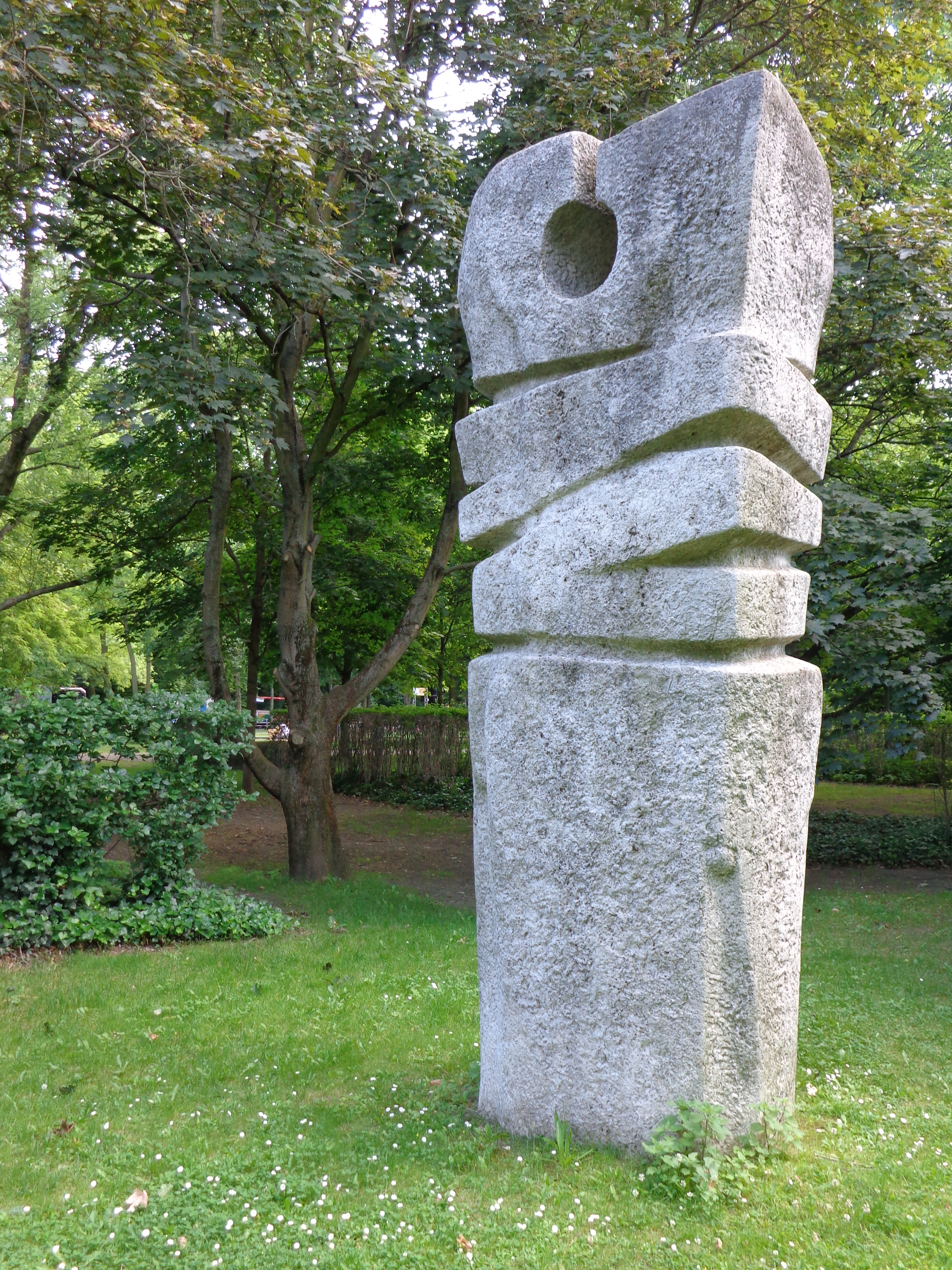
Clet d'amour (2013)